# Vyšehněvice
Vyšehněvice – wieś i gmina w Czechach, w powiecie Pardubice, w kraju pardubickim. 1 stycznia 2014 liczyła 225 mieszkańców.